# Steenbes
De steenbes (Ribes petraeum) is een struik die behoort tot de ribesfamilie (Grossulariaceae). Hij heeft krachtige scheuten zonder stekels of doornen. De bladeren zijn in bosjes gerangschikt. Het blad is lang gesteeld soms tot 10 cm lang en heeft drie grote en twee kleinere soms onduidelijke lobben. Het blad is gezaagd met aan de rand wimpers, de bovenzijde is tamelijk gerimpeld. 
De bloesem is roodachtig. De kelkbladeren steken er als klokjes overheen in dichte, lang gesteelde, opstaande of hangende trossen. In tegenstelling tot de alpenbes (Ribes alpinum), die er in veel opzichten sterk op lijkt, bloeit deze soort altijd tweeslachtig. De bessen zijn kogelrond en rood van kleur.
De bloeitijd is van april tot mei.
De steenbes is meestal te vinden op vochtige grond waar water op sijpelt zoals in bergwouden, kloven in beken, rotsblokken, hoogstruikgewas. Ze komen voor in de Pyreneeën via de Alpen tot de Karpaten. Ook in Noord-Afrika tot Oost-Siberië.
De rijpe bessen zijn net zo te gebruiken als de nauw verwante aalbes, maar smaken erg zuur. 
Ze worden gebruikt voor het maken van jam, taartdecoratie, compote, en zelfs dessertsauzen.